# Type 4 Ke-Nu
 Type 4 Ke-Nu  (Japans: 四式軽戦車 ケヌ, Yon-shiki keisensha Kenu?) was een Japanse tank uit de Tweede Wereldoorlog.

## Ontwerp
Type 4 Ke-Nu was een tank die ontworpen werd om de problemen bij Type 3 Ke-Ri op te lossen, door de krappe koepel te vervangen door een Type 97 koepel. Ongeveer honderd Type 3 Ke-Ri werden omgebouwd tot Type 4 Ke-Nu in 1944, De tank is echter maar zelden gebruikt.